# Pupilla obliquicosta
Pupilla obliquicosta fue una especie de molusco gasterópodo de la familia Pupillidae en el orden de los Stylommatophora.

## Distribución geográfica
Fue  endémica de Isla Santa Elena.